# 圣阿尔坎杰洛-迪罗马涅
圣阿尔坎杰洛-迪罗马涅（義大利語：Santarcangelo di Romagna，或称罗马涅区圣阿尔坎杰洛）是意大利艾米利亚-罗马涅大区里米尼省的一个市镇，面积45平方公里，人口21,118人，人口密度467.3人/平方公里（2009年）。ISTAT代码为099018。